# Comunitat Feixista Nacional
La Comunitat Feixista Nacional (en txec: Národní obec fašistická; en eslovac: Národná obec fašistická, NOF, de vegades traduït com Lliga Feixista Nacional) va ser un moviment feixista txecoslovac liderat pel militar Radola Gajda, basat en el feixisme de Benito Mussolini.

## Formació i ideologia
Va ser fundat en març de 1926, en fusionar-se un grup de nacional-demòcrates dissidents, anomenats els «blanc-i-vermells», juntament amb altres partits de dreta de Bohèmia i Moravia. Va destacar per la seva forta oposició cap a Alemanya, que va continuar fins i tot després que Adolf Hitler arribés al poder. El NOF, en canvi, pretenia agafar Itàlia com a referent, i el seu ideari polític es va basar completament en el del Partit Nacional Feixista de Mussolini. És per això totalment divergent del seu rival principal, el moviment Vlajka, que donava suport públicament a Hitler. Les comunitats que van ser criticades pel NOF eren els jueus, els comunistes, el govern txecoslovac i els magiars. Va formar una ala juvenil i un sindicat (que va tenir poc èxit). El grup també defensava una política paneslavista, i esperava aliar-se amb Polònia per liderar una oposició dels pobles eslaus que enderroqués el comunisme a la Unió Soviètica. A més, creia en una economia corporativista, amb un gran desenvolupament del sector agrícola. El NOF va atreure inicialment el suport dels veterans de les Legions txecoslovaques. Un informe del govern txecoslovac, va estimar que el NOF tenia uns 200.000 militants el 1926, tot i que pràcticament no tenia seguidors al territori eslovac, ja que l'extrema dreta estava dominada per un moviment autòcton.

## Activitat

Insígnia de la Comunitat Feixista Nacional amb el lema oficial del partit.

El NOF regularment recorria a tàctiques de baralles de carrer, enfrontant-se especialment amb el Partit Laborista Nacional, un partit d'esquerra moderada liderat per Jaroslav Stránský. Els enfrontaments eren tan freqüents entre el NOF i Stránský i cap al seu col·lega Václav Bouček el 1927, que el govern els va haver de proporcionar escortes per protegir-los. El NOF fins i tot va fer plans per donar un cop d'estat i es va guanyar el suport del grup paramilitar Rodobrana, encara que finalment la policia de Brno els va frustrar.

## Decadència i dissolució

Pòster del General Radola Gajda.

A les eleccions parlamentàries de 1929, el NOF es va postular sota el nom «Llista Contra l'Ordre Establert», però només va obtenir 3 escons. Gajda va ser elegit al Parlament, però el partit no va aconseguir mantenir el seu suport i va obtenir només el 2% dels vots i set escons a la Cambra de Diputats a les eleccions del 1935.
El NOF va intentar tornar-se a presentar durant l'ocupació alemanya de Txecoslovàquia, tot i que els nazis no van tenir temps per acostar-se al NOF, a causa de les seves controvèrsies del passat, i perquè era vist com un partit minoritari. Finalment, el NOF va ser dissolt, i gran part dels seus militants van ser absorbits pel partit titella Associació Nacional, i Gajda va rebre un suborn a canvi que es retirés de la política. El partit es va dissoldre oficialment cap a finals de 1939, quan va convocar una manifestació a la plaça de Wenceslau a Praga on van acudir 300 simpatitzants.

## Eleccions

### Cambra de Diputats
| Any  | Vots    | %    | Escons  | +/- |
| ---- | ------- | ---- | ------- | --- |
| 1935 | 167.433 | 2.03 | 6 / 300 | Nou |

### Senat
| Any  | Vots    | %    | Escons  | +/- |
| ---- | ------- | ---- | ------- | --- |
| 1935 | 145.125 | 1.99 | 0 / 300 | Nou |